# Crazy (Aerosmith)
Crazy is een single van Aerosmith. Het is de derde en laatste single afkomstig van hun album Get a grip. Groepsleden Steven Tyler, Joe Perry schreven met songwriter Desmond Child over een man, wiens vrouw een losbandig leven leidt, waarvan de man gek wordt.
De bijbehorende videoclip werd geschoten door Marty Callner. Daarin spelen Alicia Silverstone en Liv Tyler, dochter van Steven Tyler. De film laat twee losgeslagen meiden zien afgewisseld met concertbeelden van de band.
Van de single zijn diverse versies in omloop. De Nederlandse persing had naar de lp-versie als tweede track de orkestversie van Crazy.
Voor Crazy kreeg Aerosmith een Grammy Award.

## Hitnotering
Crazy stond drieëntwintig weken in de Billboard Hot 100 en bereikte daarin de zeventiende plaats. In de UK Singles Chart stond het zeven weken genoteerd met als hoogste plaats drieëntwintig. Het was daar gekoppeld aan Blind man. Crazy bereikte de Belgische BRT Top 30 en de Vlaamse Ultratop 50 niet.

### Nederlandse Top 40
| Positie: | 38 | 33 | 30 | 34 | uit |

### NederlandseNationale Hitparade Top 50
| Positie: | 46 | 38 | 30 | 28 | 32 | 34 | 42 | uit |

### NPO Radio 2 Top 2000
| Nummer met noteringen in de NPO Radio 2 Top 2000 | '14  | '15  | '16  | '17  |
| ------------------------------------------------ | ---- | ---- | ---- | ---- |
| Crazy                                            | 1694 | 1963 | 1835 | 1610 |

1. ↑  Een vetgedrukt getal geeft de hoogste notering aan.
2. ↑  2014 was het eerste jaar met een notering voor dit nummer.
3. ↑  Deze tabel is bijgewerkt tot en met de laatste editie (2024).